# Vanessa Marquez
Vanessa Marquez (Los Ángeles, 21 de diciembre de 1968-South Pasadena, 30 de agosto de 2018) fue una actriz estadounidense conocida, principalmente, por su papel recurrente en las primeras tres temporadas de ER como la enfermera Wendy Goldman, así como por su representación de Ana Delgado en el drama para docentes de 1988 Stand and Deliver. Era miembro de ACTRA.

## Carrera
Márquez apareció en un episodio de 1992 de Seinfeld llamado "The Cheever Letters", que retrata a la secretaria de la Embajada de Cuba. Su éxito con Stand and Deliver condujo a una carrera completa en el cine y la televisión, con papeles en películas como el thriller de gánsters Blood In Blood Out (1993) y la película independiente Twenty Bucks (1993). Su trabajo televisivo incluyó anuncios en programas populares como Melrose Place (1992) y un papel recurrente en Malcolm y Eddie (1996). Además de sus credenciales de actuación, Vanessa era una vocalista talentosa y apareció como cantante en la película Under Suspicion en 2000.

## Vida personal
Márquez había sufrido de depresión, TOC y adicción a las compras. Su lucha con la adicción a las compras se documentó en un episodio de 2005 de A & E's show Intervention. Antes de su muerte, Márquez apareció en los titulares relacionados con el movimiento #MeToo, alegando que sufrió acoso mientras estaba en el set de ER. En octubre de 2017, acusó al actor estrella de serie George Clooney de ayudar a "ponerla en la lista negra" después de quejarse a los ejecutivos sobre el acoso. Clooney negó las acusaciones.

## Muerte

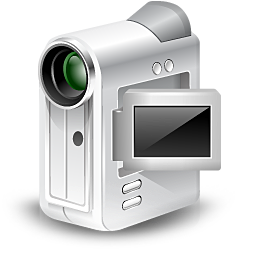
Icono del tema Crystal Proyect.

Márquez fue abatida por la policía durante un incidente en su casa en South Pasadena, California, el 30 de agosto de 2018, en el que se vio amenazada (la policía) con un arma con la cual, la víctima, apuntaba a los agentes que fueron a prestarle ayuda, y que resultó ser de aire comprimido. Las autoridades habían sido llamadas a su casa para llevar a cabo un control de bienestar y descubrieron que Márquez estaba teniendo un ataque y padecía problemas de salud mental. Después de 90 minutos de conversación con las autoridades, incluida la intervención de un trabajador de salud mental del condado de Los Ángeles, supuestamente se armó con lo que South Pasadena Police creyó que era una pistola y apuntó a la policía, que abrió fuego. Más tarde se descubrió que era una pistola de aire comprimido, confirmando que su muerte fue un acto de suicidio por policía.
A Márquez le dispararon al menos una vez en el torso y la trataron brevemente en su casa en la avenida Fremont y luego la llevaron rápidamente a un hospital local, según la policía, que no confirmó la identidad de Márquez en ese momento. La policía dice que fue declarada muerta en el hospital.